# Mariano Troilo
Mariano Emir Troilo (Córdoba, Argentina; 22  de junio de 2003) es un futbolista argentino. Juega como defensor central en el Club Atlético Belgrano de la Primera División de Argentina. Desde 2025 es internacional con la Selección Argentina.
En agosto de 2025 se desvinculó del club cordobés tras un acuerdo con el Parma de Italia. El fichaje, que supera los 7 millones de euros y convierte a Troilo en una de las ventas más importantes en la historia de Belgrano, incluye una cláusula del 20 % sobre la plusvalía en una futura transferencia

## Trayectoria
Mariano Troilo, surgido de las divisiones inferiores de Belgrano hizo su debut como profesional el 3 de agosto del año 2023 enfrentando a  Claypole por los dieciseisavos de la Copa Argentina 2023, partido que finalizaría 1-0 a favor de los cordobeses y Mariano jugaría de titular compartiendo la zaga con Alejandro Rébola. En el año del debut, completó 4 partidos jugados, 2 por Copa Argentina y 2 por Copa de la Liga. Su desempeño en Belgrano incluye 57 partidos jugados y dos goles convertidos
Su primer gol en Primera División lo realizó el 12 de mayo de 2024, en el empate 4 a 4 contra Racing Club.

## Selección nacional
Para fines de mayo de 2025, es citado por Lionel Scaloni, para la convocatoria de las eliminatorias sudamericanas para la Copa Mundial de Fútbol de 2026, por la doble fecha ante las selecciones de Chile y Colombia.No participó en ninguno de los 2 partidos, pero estuvo entrenado con casi todo el plantel campeón del mundo 2022.

## Estadísticas
Actualizado hasta su último partido disputado el 02 de mayo de 2025.
| Belgrano Argentina | 1°            | 2023          | —  | — | — | 4 | 0 | 0 | — | — | — | 4  | 0 | 0 |
| Belgrano Argentina | 1°            | 2024          | 21 | 1 | 0 | 4 | 0 | 0 | 7 | 0 | 0 | 32 | 1 | 0 |
| Belgrano Argentina | 1°            | 2025          | 14 | 1 | 1 | 1 | 0 | 0 | 0 | 0 | 0 | 15 | 1 | 1 |
| Belgrano Argentina | Total club    | Total club    | 35 | 2 | 1 | 9 | 0 | 0 | 7 | 0 | 0 | 51 | 2 | 1 |
| Total carrera | Total carrera | Total carrera | 35 | 2 | 1 | 9 | 0 | 0 | 7 | 0 | 0 | 51 | 2 | 1 |
| (1) La copa nacional se refiere a la Copa Argentina y Copa de la Liga Profesional. (2) La copa internacional se refiere a la Copa Sudamericana y Copa Libertadores. |               |               |    |   |   |   |   |   |   |   |   |    |   |   |